# Serichlamys trigonoides
Serichlamys trigonoides (лат.) — вид мух-журчалок рода Serichlamys из подсемейства Microdontinae (Syrphidae). Эндемик Бразилии.

## Этимология
Название trigonoides — прилагательное, образованное от названия Trigona Jurine, 1807, широко распространенного рода безжальных пчел (Meliponini) в Южной Америке. Внешний вид S. trigonoides напоминает этих пчел.

## Распространение
Встречается на территории Южной Америки: Бразилия (штат Сан-Паулу).

## Описание
Муха-журчалка длиной 6 мм. Это единственный известный вид Serichlamys со светлым лицом, у которого брюшко максимально широкое около середины тергита 2 (это также имеет место у Serichlamys melamitis, Serichlamys mellimitis и Serichlamys mitis, но у этих видов лицо темное). Его окраска также характерна, с желтовато-коричневым скутумом и рисунком из темных и бледных пятен на тергитах. Из-за этих признаков этот вид напоминает некоторые неотропические виды безжальных пчел.

## Таксономия
Вид был впервые описан в 2025 году голландским диптерологом Menno Reemer (Naturalis Biodiversity Center, Лейден, Нидерланды) и эквадорским энтомологом Ximo Mengual (Instituto Nacional de Biodiversidad, Кито, Эквадор).